# 拿破崙 (印第安納州)
拿破崙（英語：Napoleon）是一個位於美國印地安納州里普利縣的城鎮。

## 人口
根據2010年美國人口普查的數據，拿破崙的面積為0.58平方千米，當中陸地面積為0.58平方千米，而水域面積為0.00平方千米。當地共有人口234人，而人口密度為每平方千米403人。